# Cousson
Le Cousson est une montagne culminant à 1 516 mètres d'altitude au sud de Digne-les-Bains, dans le massif des Trois-Évêchés. La montagne présente deux sommets principaux : le sommet de Cousson (44° 03′ 13″ N, 6° 14′ 24″ E) et le sommet secondaire, à 1 512 mètres d'altitude (44° 02′ 39″ N, 6° 14′ 08″ E).

## Sites et événements

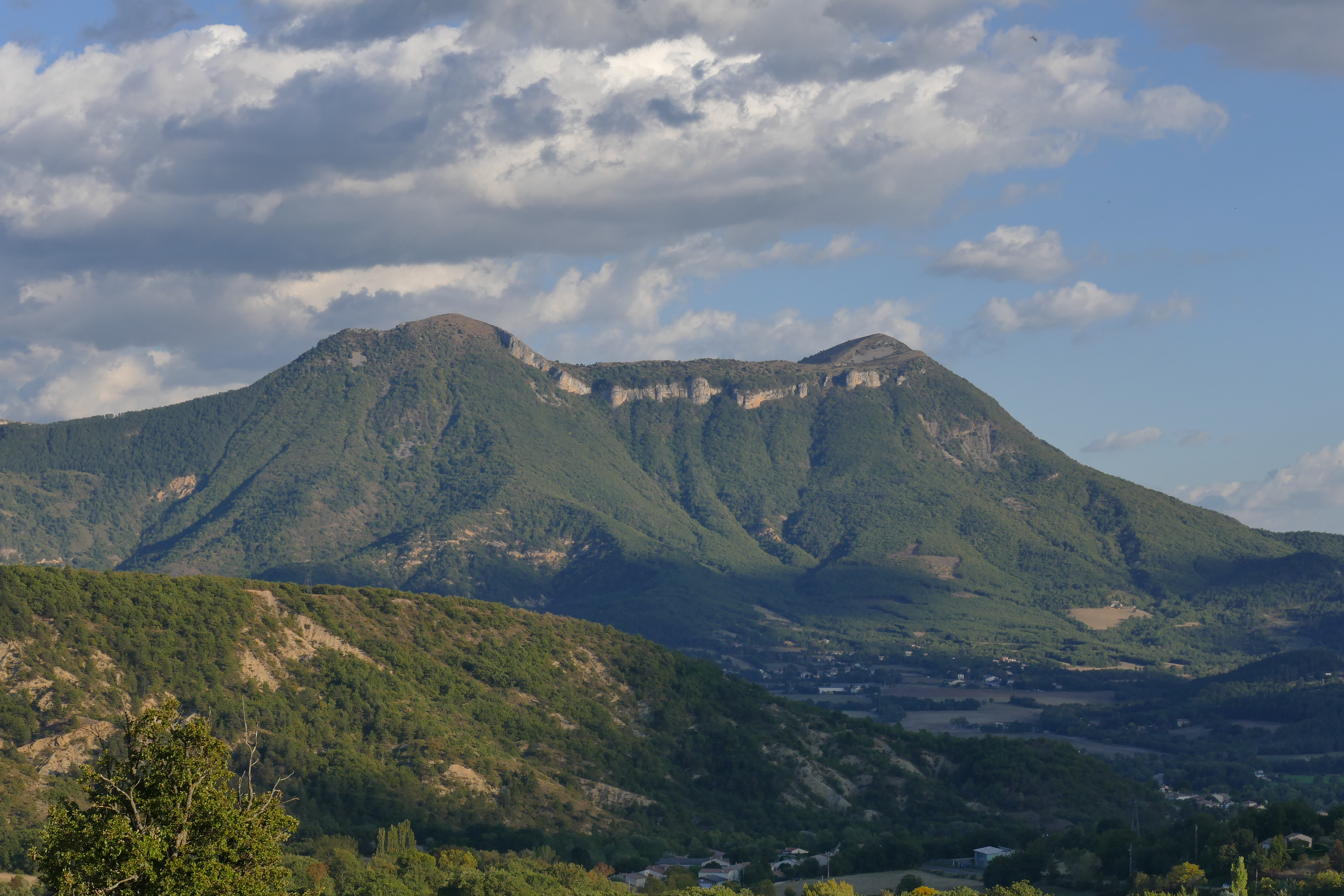
Vue de la montagne du Cousson depuis Champtercier.

La chapelle Saint-Michel de Cousson, au pied du sommet secondaire, accueille un pèlerinage le lundi de Pentecôte. Saint-Michel de Cousson était, depuis le XIe siècle, une dépendance de l'abbaye Saint-Victor de Marseille.
Pendant 10 ans et jusqu'en 2017, le trail du Cousson, course pédestre en plein air, est organisée sur le Cousson, avec notamment l'ascension de son sommet.
Le trou Farnès, ou grotte de Cousson, qui s'ouvre sur un flanc de la montagne de Cousson, contient des peintures rupestres de différentes époques et abrite une faune cavernicole, étudiée notamment par l'entomologiste français Paul-Marie de Peyerimhoff de Fontenelle.